# 黃龍光
黄龍光（1571年—？），字二爲，號中介，江西饶州府浮梁县人。明朝政治人物。

## 生平
萬曆二十五年丁酉科江西鄉試舉人，二十六年（1598年）联捷戊戌科进士，授水部郎（工部都水司主事），督两宫大工，以节省忤中官。会六科廊被火焚毁，奸璫用是中伤，謫官貴州布政司经历。召还，家居二十馀年，淹贯经史及当代典故。天启元年，起复兵部武选司主事，十月转尚宝司丞，十二月升尚寶司少卿，二年五月升太僕寺少卿，册封唐王府，皆著成绩。天啓三年五月升右通政司，四年升太仆寺少卿，建言停刑以培国祚，拂璫意，罗织罪名遣戍偏沅，飘然就道。魏忠贤死後，崇祯初起为太常寺添注少卿。

## 引用
1. ↑  《萬曆二十六年戊戌科進士履歷》：黄龙光，中介，春秋，辛未四月十八生。浮梁人，丁酉十三，会百六十三，三甲十一。工部政，授工部主事，己亥降貴州布政司经历，辛酉起兵部文选司主事，本年升尚寶司丞，十二月升尚寶司少卿，壬戌升太仆寺少卿，甲子升右通政，本年升太仆寺卿，乙丑致仕，戊辰起太常寺少卿。曾祖敬。祖惟祐。父子仁，庠生。
2. ↑  泰昌元年，起复原任工部都水司主事黄龙光为兵部武选司主事，龙光以六科廊失火认罪降外。
3. ↑  天启元年十月，升兵部武选司主事黄龙光尚宝司丞。
4. ↑  天启元年十二月，升光禄寺少卿刘宪宠太仆寺少卿，尚宝司司丞黄龙光尚宝司少卿。
5. ↑  天启二年五月，升太常寺少卿胡克俭为大理寺左少卿，尚宝司少卿黄龙光为太仆寺少卿。
6. ↑  天启二年十月，尚宝司少卿黄龙光、行人司行人阎可陛封唐府德安王妃吕氏。
7. ↑  天启三年五月戊午，太仆寺少卿黄龙光为右通政，光禄寺丞涂一桧为大理右寺丞，南京光禄少卿陳采为南京太仆寺少卿。
8. ↑  天启六年四月，江西巡抚郭尚宾疏覆勘过汪文言株累各官：黄龙光赃银二千两，拟附近卫所充军终身；施天德赃银三千两；已故鄧渼及邹维琏用贿求升，计所与财，坐赃论徒二年半；徐良彦交结文言，杖七十。得旨：黄龙光甲元缓刑一疏为失陷封疆之臣求脱，目无朝廷，非寻常受财枉法者，比著定发边远充军，佥妻著伍。邓渼、邹维琏、徐良彦交结汪文言，罪恶多端，徒杖岂足尽辜，都从重遣戍。黄龙光、施天德赃银五千两，速追解进以充军饷。
9. ↑  崇禎元年十月，起為太僕寺卿管太常寺添註少卿事。
10. ↑  《江西通志》